# La maschera di fango
La maschera di fango (Springfield Rifle) è un film del 1952 diretto da André De Toth.
È un film western statunitense ambientato durante la guerra civile americana con Gary Cooper, Phyllis Thaxter e David Brian.

## Trama
Nel corso della Guerra di Secessione americana un ufficiale dell'Union Army, il maggiore Alex Kearney, viene espulso dall'esercito per un atto di codardia di fronte al nemico. In realtà, il suo allontanamento fa parte di un piano contro-spionistico per individuare un informatore al servizio della Confederazione, il quale trasmette regolarmente a una banda di razziatori di cavalli i percorsi seguiti dai rifornimenti di bestiame per l'armata unionista. Solo pochi ufficiali sono a conoscenza del piano, e uno alla volta moriranno tutti. Il maggiore Kearney correrà così il rischio di venir accusato d'esser lui stesso una spia al soldo dei confederati.

## Produzione
Il film, diretto da André De Toth su una sceneggiatura di Charles Marquis Warren e Frank Davis e un soggetto di Sloan Nibley, fu prodotto da Louis F. Edelman per la Warner Bros. e girato nelle Alabama Hills a Lone Pine e nel Warner Ranch a Calabasas, California, da fine aprile a metà giugno 1952.

## Distribuzione
Il film fu distribuito con il titolo Springfield Rifle negli Stati Uniti dal 22 ottobre 1952 (première a New York) al cinema dalla Warner Bros.
Altre distribuzioni:
- in Francia il 18 agosto 1953 (La mission du commandant Lex)
- in Finlandia il 21 agosto 1953 (Pohjoisvaltojen asiamies)
- in Norvegia il 10 settembre 1953
- in Svezia il 21 settembre 1953 (Vapenbröder)
- in Austria nell'ottobre del 1953 (Gegenspionage)
- in Germania Ovest il 1º ottobre 1953 (Gegenspionage)
- in Danimarca il 26 ottobre 1953 (Forræderen fra Colorado)
- in Turchia nel 1954 (Ölüm harbi)
- in Portogallo il 5 gennaio 1954 (Missão Secreta)
- in Spagna il 15 febbraio 1954 (El honor del capitán Lex)
- in Messico il 19 maggio 2002 (Cineteca Nacional)
- in Belgio (De opdracht van kdt. Lex)
- in Belgio (La mission du commandant Lex)
- in Brasile (Renegado Heróico)
- in Cile (El rifle)
- in Grecia (Syntagmatarha eisai prodotis)
- in Italia (La maschera di fango)
- nei Paesi Bassi (De onzichtbare tegenstander)
- in Slovenia (Naloga majorja Lexa)

## Critica
Secondo il Morandini il film è "un western bellico, anzi spionistico, di efficace confezione" ma che mancherebbe di spessore per cause da addebitare al regista. Secondo Leonard Maltin il film è un'"opera non memorabile per Cooper". Nel dizionario Mereghetti il film viene descritto come "un intrigo fitto di trame e controtrame, originale e dinamico" nel quale si nota l'uso non convenzionale dei paesaggi. Anche la direzione del protagonista e degli altri attori è valutata positivamente.

## Promozione
Le tagline sono:

- The Gun That Made One Man The Equal Of Five!
- The right man... for the right gun!
- When they said that Kearny had disgraced his woman... That's When He Reached For His Rifle!
- The Gun... The Girl... They Made One Man The Equal Of Five!